# Hietzing
Hietzing (pronunțat Hițing) este un cartier Vienei. Este cunoscut ca un cartier distins, aici aflându-se Palatul Schönbrunn.

## Politică

### Primar

Stema Hiţingului

Primar este Heinrich Gerstbach, membru al Partidului Popular.

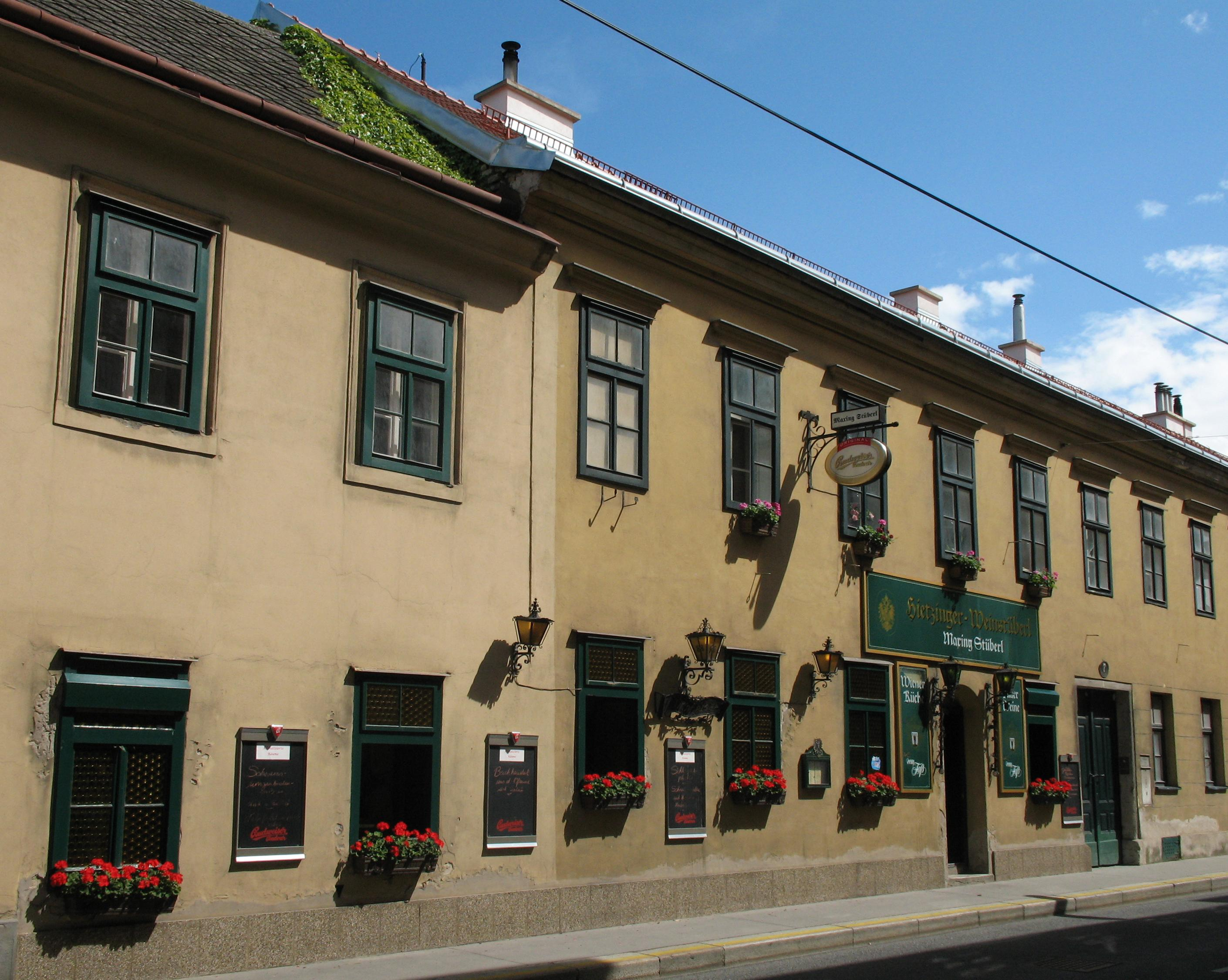
„Maxing Stüberl“

### Consiliu
- ÖVP 17
- SPÖ 14
- Verzii 6
- FPÖ 3

1. ↑   https://www.ots.at/presseaussendung/OTS_20231108_OTS0159/hietzing-neuer-bezirksvorsteher-ebert-gewaehlt Lipsește sau este vid: |title= (ajutor)
2. ↑   https://www.wien.gv.at/bezirke/hietzing/ Lipsește sau este vid: |title= (ajutor)